# Jusquiam negre

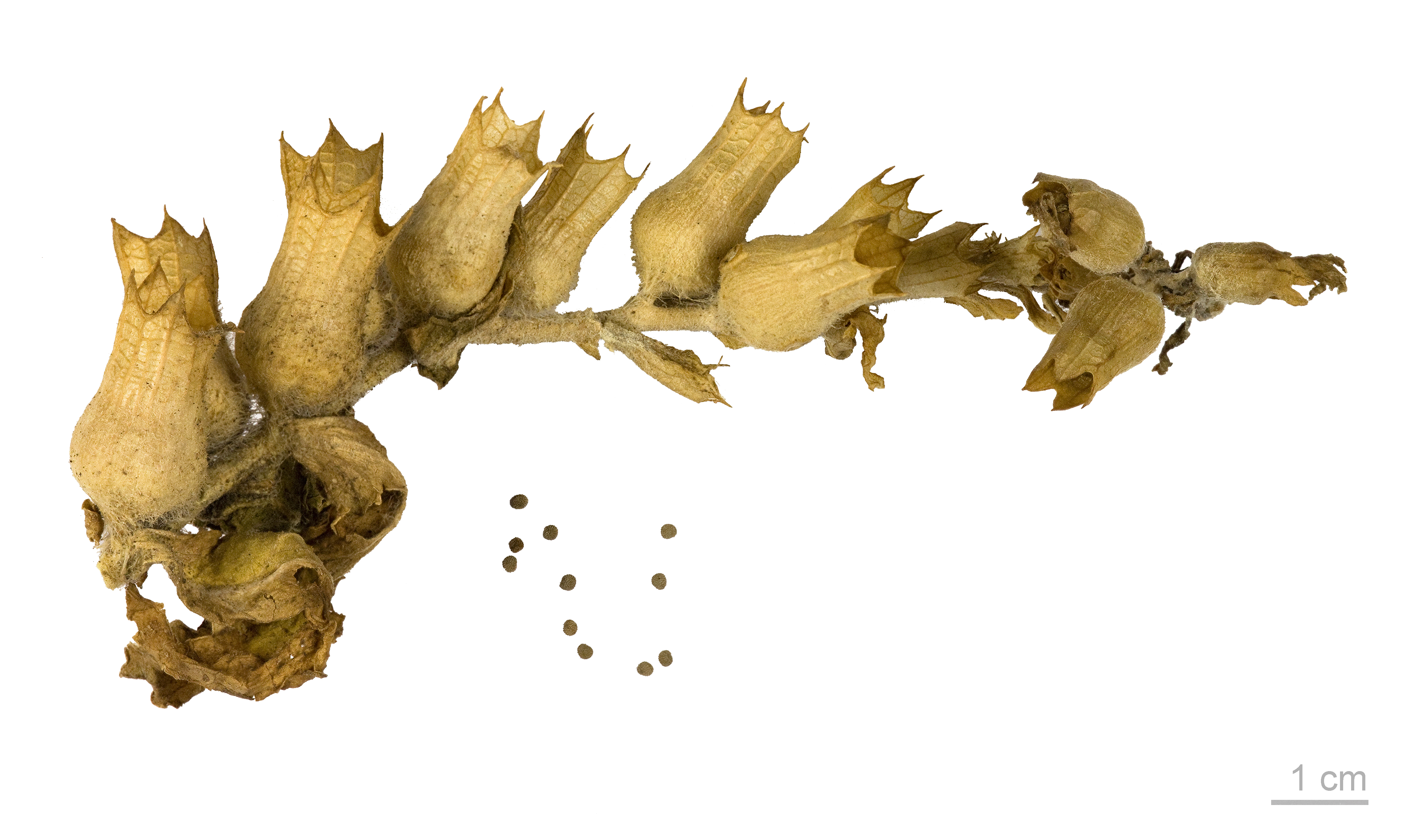
Hyoscyamus niger

El jusquiam negre, herba queixalera o gotets (Hyoscyamus niger, del grec hys, 'porc' i kyamos, 'fava') és una planta herbàcia, amb una olor desagradable, de la família de les solanàcies, present a zones extenses de l'Europa central, Àfrica septentrional, Àsia occidental i, fins i tot, al Pakistan. És freqüent trobar-la a Catalunya i al País Valencià. Igual que moltes altres plantes d'aquesta família, el jusquiam negre és verinós, ja que els seus agents contenen nombrosos alcaloides tòxics, però alhora amb usos farmacològics, quan s'administra en dosis controlades sota condicions mèdiques adequades. A banda dels esmentats, el jusquiam negre també és anomenat tabac bord, herba de la Mare de Déu, cacauets, gotets o queixals de vella.

## Distribució geogràfica
El jusquiam negre, el podem trobar des del nord d'Amèrica i d'Àfrica, a Europa, als Caucas, a Sibèria, al sud-oest i al centre d'Àsia, passant per l'Iraq, l'Iran, l'Afganistan i l'Himàlaia fins a arribar a l'est del Japó.
Es troba a Girona, Barcelona, Tarragona, Lleida, Castelló, València i Alacant

## Ecologia
Temperatures càlides i llocs lluminosos són les condicions idònies per al creixement del jusquiam, tot i que aquest pot sobreviure en l'ombra i suportar grans variacions de temperatura.
És una planta que es caracteritza pel fet que té afinitat pels medis bàsics i/o nitrogenats, amb un pH d'entre 5,5 i 8.
Acostuma a trobar-se en zones lligades a l'activitat humana o ramadera, i és molt freqüent veure-la als marges dels camins, solars, corrals, murs, coves i, també, en zones properes al mar.

## Descripció morfològica

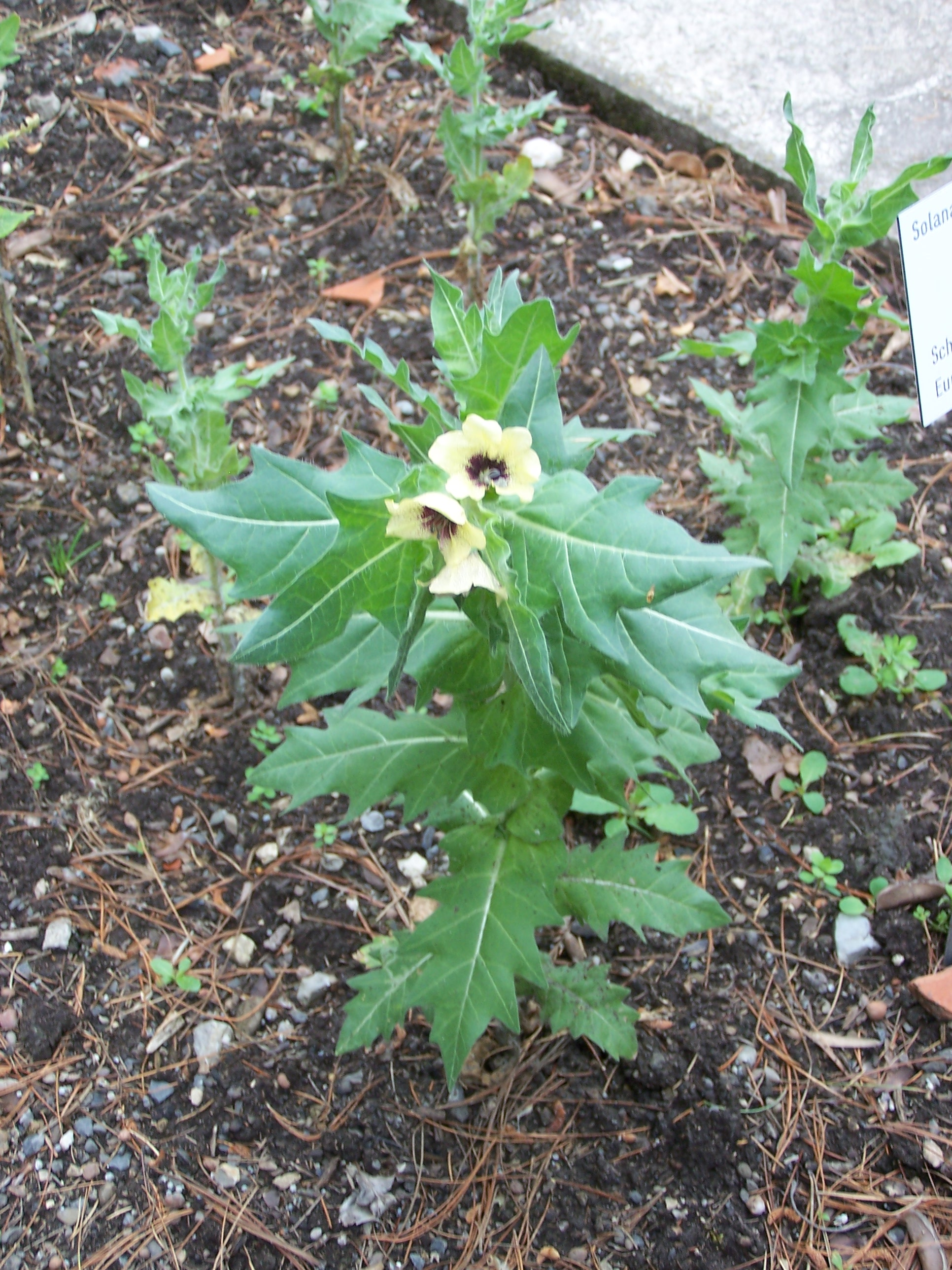
Jusquiam negre

### Planta
- El jusquiam negre presenta una forma anual i una altra de biennal, però la més importat i/o superior és la segona.
- La forma vital és un hemicriptòfit.
- Es tracta d'una planta herbàcia que oscil·la entre els 40 i 100 cm d'alçada.
- Tota la planta té una olor desagradable, fètida i un aspecte repulsiu.

### Rel
- La rel és llarga, fusiforme, espessa, ondulada i de color marró a l'exterior, i blanc, a l'interior.

### Tija
- La tija és herbàcia, cilíndrica, erecta i simple o ramificada.
- Alçada: entre els 30 i 80 cm.
- És blanquinosa a la part interna, però la característica principal n'és la presència de vellositats suaus, viscoses i enganxoses que es troben a la part externa de la tija.

### Fulles
- Mida: entre 15 i 20 cm.
- Presenten un color verd pàl·lid i sense gaire brillantor.
- La disposició de les fulles a la tija és alterna.
- Les fulles són simples, dentades i agudes.
- Les fulles basals són peciolades i formaran una roseta; en canvi, les caulinars són sèssils.
- El limbe és més o menys ovalat i allargat (fins a 20 x 12 cm), normalment pinnatífid amb lòbuls triangulars i aguts.
- Són lleugerament pubescents al llarg de la fulla, però és en el nervi mitjà on es concentren llargs pèls glandulars.

### Flor
- Les flors apareixen en les axil·les de les fulles, subsèssils i formant espigues unilaterals denses. El seu nombre és elevat i la floració té lloc entre el maig i el setembre. Es caracteritza pel fet que la flor és pentàmera.
- Les inflorescències són cimoses, folioses, amb bràctees semblants a les fulles i flors sèssils, en grups espiciformes.
- El calze és pilós, regular, urceolat i tubular d'1 a 1,5 cm de mida. Té cinc sèpals soldats formant un tub en forma de campana o embut, que s'obren en 5 dents triangulars i agudes. És acrescent i durant la fructificació es fa més gruixut a la base.
- La corol·la és tubulosa, lleugerament zigomorfa, d'un color groc pàl·lid, però amb les venes reticulades porpres; fa de 2 a 3 cm de diàmetre i té 5 lòbuls amples, arrodonits i una mica emarginats al seu extrem, i els dos anteriors en són més petits que els altres.
- L'androceu té cinc estams que s'insereixen a la base de la corol·la i que s'hi troben fusionats amb anteres violetes.
- El gineceu és un ovari súper del qual surt un estil amb un estigma, més o menys arrodonit i d'un color verdós. Aquest ovari fructifica en una càpsula dehiscent per mitjà d'una tapa, el pixidi, d'1 a 1,5 cm.

### Fruit
- El fruit és una càpsula que està inclosa al calze amb diverses llavors petites i marrons al seu interior. Quan el fruit madura, s'obre transversalment i deixa caure les llavors.

## Farmacologia

### Droga
La part utilitzada o droga són les seves fulles i llavors.
És important destacar que les fulles del segon any de la planta són més efectives que les del primer i que aquestes s'han de collir quan la planta està en plena floració i, assecar per al seu ús posterior, al més aviat possible per evitar la pèrdua de les seves propietats.

### Principis actius
Com a principis actius, les fulles i les llavors contenen molts alcaloides tropànics com escopolamina (més del 50%), hiosciamina, hioscina, apoatropina, tropina, escopina i escopolina. També abunden els flavonoides com el rutòsid (vasoprotector) i altres components importants com la vitamina C, èsters, tropanol, sals potàssiques, i tanins.

### Acció farmacològica
Igual que l'atropina, la hiosciamina i la hioscina, en dosis baixes, bloquegen els receptors de l'acetilcolina deprimint els impulsos a les terminals nervioses; mentre que en dosis elevades, provoquen una estimulació abans de la depressió. A dosis elevades, es converteix en narcòtic. Els alcaloides li proporcionen una acció anticolinèrgica, actuant com a espasmolítics, antiasmàtics, antisecretor, midriàtic i analgèsic local. També té una acció sedant sobre el sistema nerviós central, per la qual cosa s'utilitza en la malaltia de Parkinson.

### Usos medicinals

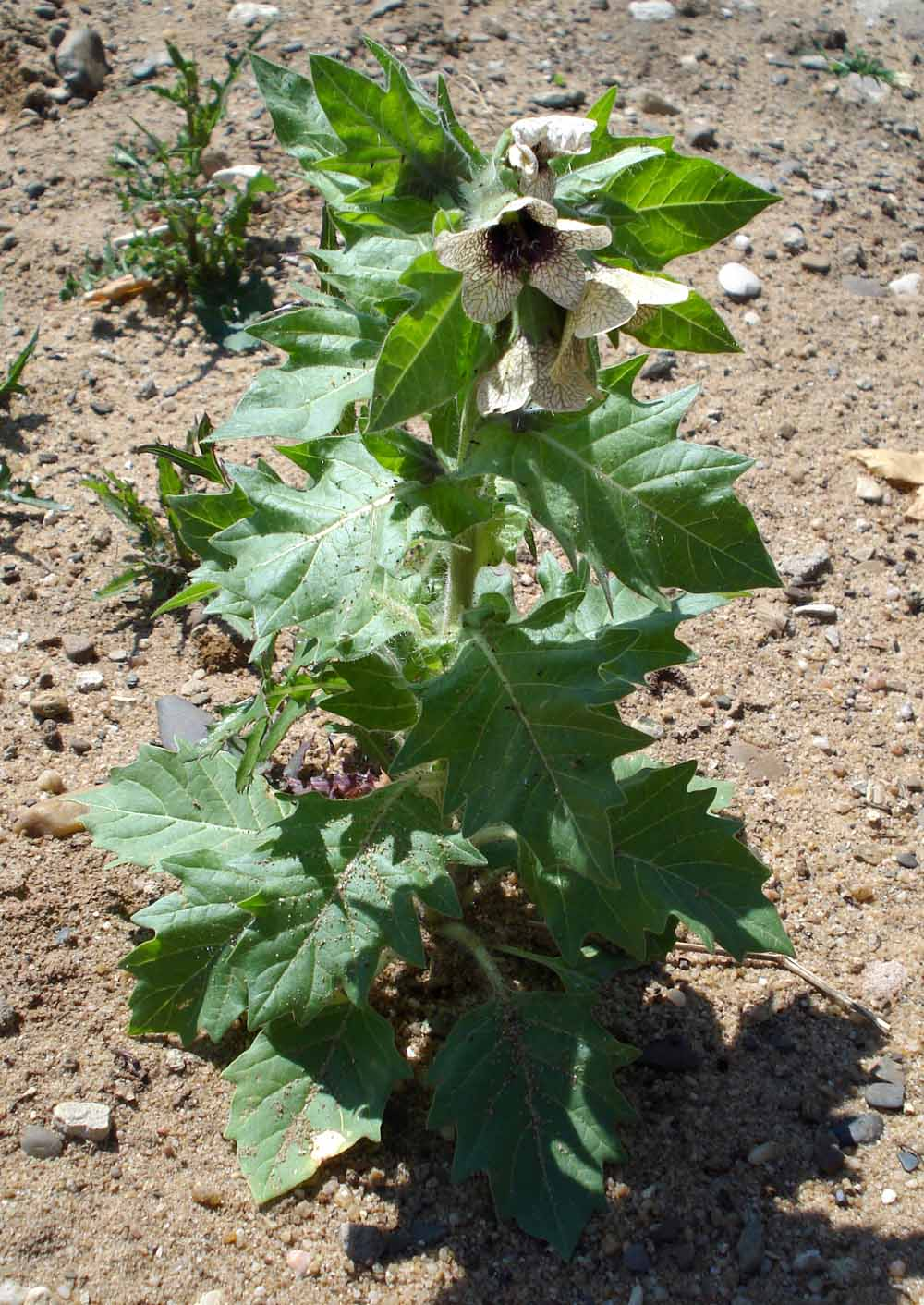
Jusquiam negre

El jusquiam té una llarga història d'ús com a herba medicinal i ha estat molt cultivat. Hi ha una forma anual i una de biennal; ambdues, amb usos medicinals, però la forma biennal és considerada superior.
S'utilitza àmpliament com un sedant i analgèsic i és específic per al dolor que afecta el tracte urinari, sobretot el produït per les pedres que es formen als ronyons. Té un efecte sedant i antiespasmòdic valuós per tractar per als símptomes de la malaltia de Parkinson, com que alleugereix i controla la tremolor i la rigidesa durant les primeres etapes.
Aquesta planta és considerada la millor per a ús extern, i el jusquiam blanc (Hyoscyamus albus) n'és més adequat per a l'intern. La planta s'utilitza internament en el tractament de l'asma, la tos, el mareig, el vertigen de Ménière, les tremolors o paràlisi en la senectut i com una medicació preoperatòria. Externament, s'usa com un oli per a alleujar el dolor com la neuràlgia i els dolors dentals i reumàtics.
El jusquiam negre redueix les secrecions mucoses, la saliva i altres sucs digestius.
Totes les parts de la planta, però sobretot les fulles i les llavors, es poden utilitzar com a antiespasmòdic, diürètic suau, al·lucinogen, hipnòtic, narcòtic i sedant.
Les fulles s'han de collir quan la planta està en plena floració i han de ser assecades per al seu ús. Les llavors s'utilitzen en el tractament de l'asma, la tos, l'epilèpsia, la miàlgia i el mal de queixal. També és utilitzada com a antihelmíntica, antitumoral i en tractaments estomacals i pulmonars.
Aquesta és una planta molt verinosa que hauria de ser utilitzada amb molta cura, precaució, i sota la supervisió d'un professional qualificat.

### Efectes adversos i/o tòxics
L'escopolamina és un alcaloide present en el jusquiam negre, que pot produir canvis en la conducta de l'individu sense adonar-se'n o portar-lo a un món de fantasia i vols màgics. També és la responsable de la midriasi o dilatació de les pupil·les. Per això, aquesta droga formava part del món màgic medieval, tot i que també ha format part del món de la criminalitat i la tortura política.
Per tant, per la gran toxicitat dels alcaloides i l'estret marge terapèutic, es desaconsella la prescripció per via interna en dosis ponderals, ja que la intoxicació produeix una excessiva salivació, vòmits, insomni, deliri, coma i, fins i tot, la mort.

### Contraindicacions
A més dels efectes per intoxicació esmentats a l'apartat anterior, el jusquiam presenta contraindicacions importants, com per exemple glaucoma i hipertensió arterial.

## Història
Els antics egipcis van deixar testimoni dels seus coneixements sobre el jusquiam negre en el Papir Ebers, que data d'uns 1500 anys aC. Es creu que els egipcis utilitzaven l'oli d'aquesta planta per a l'enlluernament. Homer va descriure algunes begudes màgiques els efectes de les quals semblaven indicar que el jusquiam negre n'era l'ingredient principal. Des de l'antiguitat, es coneix la propietat d'aquesta planta d'alleugerir els sofriments del condemnats a tortures i a la mort, ja que té l'avantatge, a més a més, d'induir a un estat de completa inconsciència.

## Legislació
El cultiu del jusquiam negre és legal i pot comercialitzar-se lliurement.

## Curiositats
- A l'antiga Grècia, el jusquiam negre servia per a aparentar bogeria i per a permetre als individus profetitzar.
- Els bruixots de l'època medieval utilitzaven aquesta planta com a ingredient en begudes que, després, subministraven a altres persones, per persuadir-los i perquè formessin part d'aquests cercles de bruixeria.
- Al segle i aC, la reina Cleòpatra VII utilitzava extractes del jusquiam negre per a dilatar-se les pupil·les i semblar, així, més atractives davant els seus enemics polítics masculins.[7]
- A més a més, el suc bullit d'aquesta planta pot utilitzar-se en pintura i les fulles per a tenyir la llana de color verd.

## Galeria d'imatges

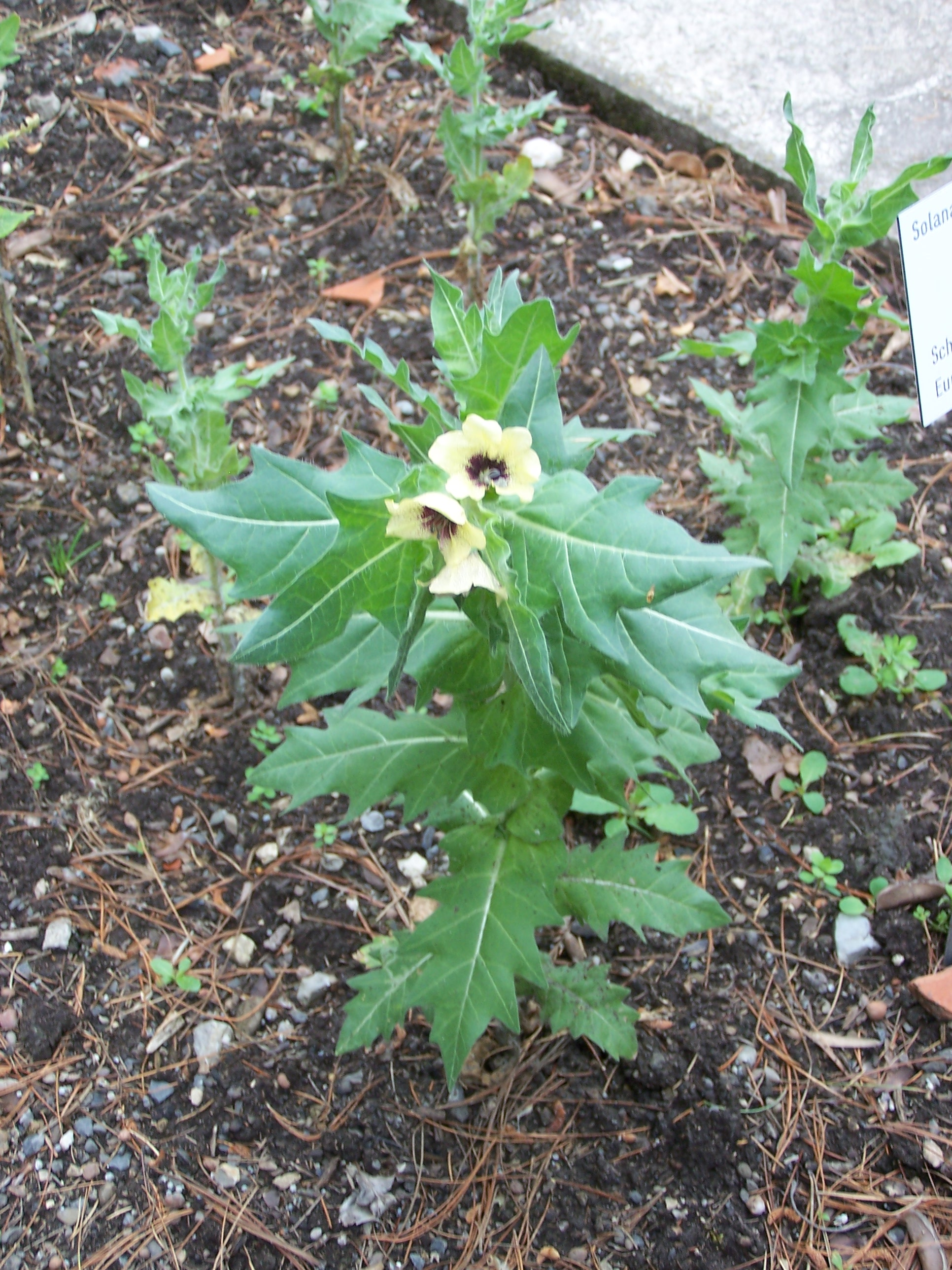
Visió general
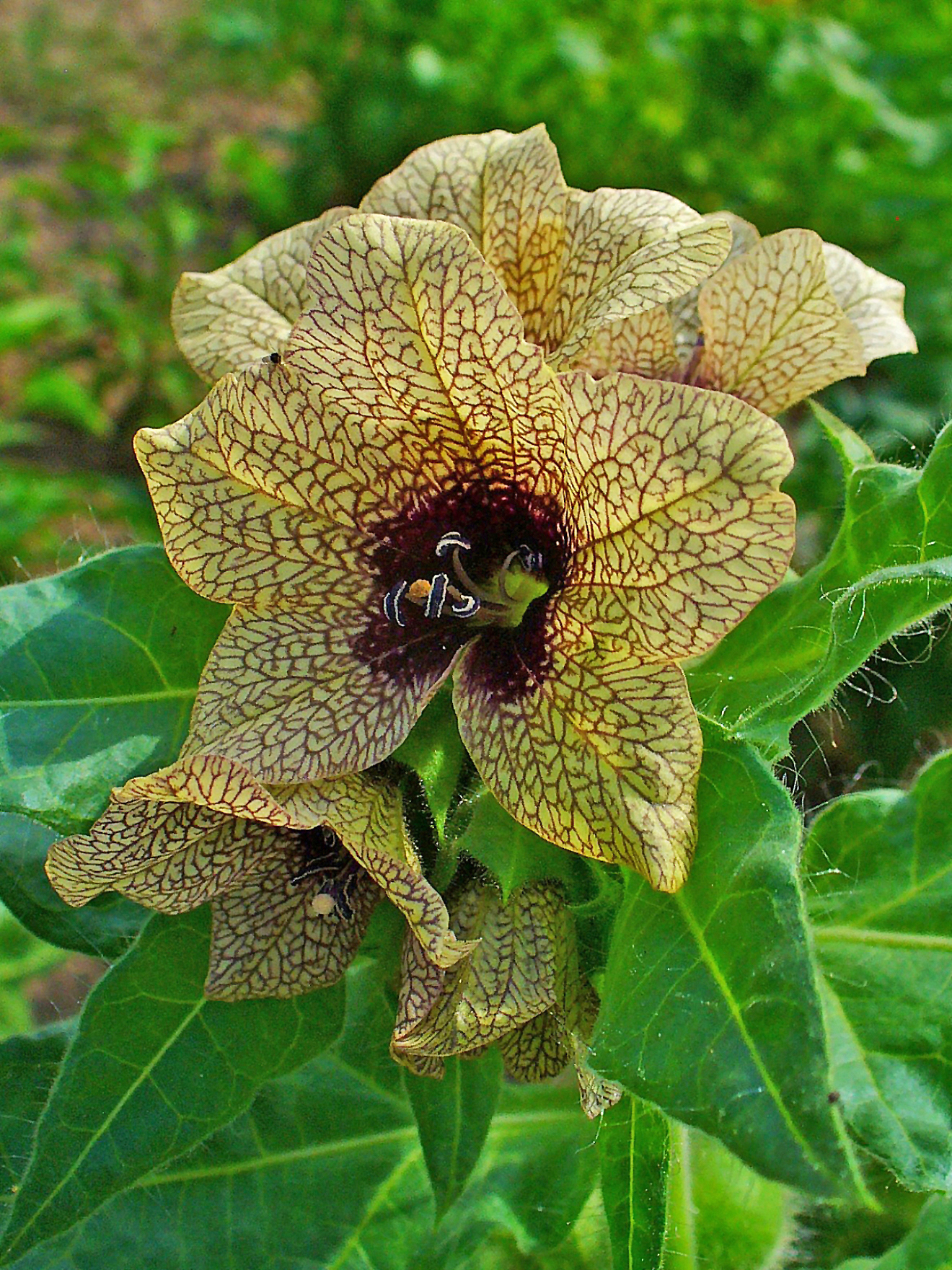
Flors
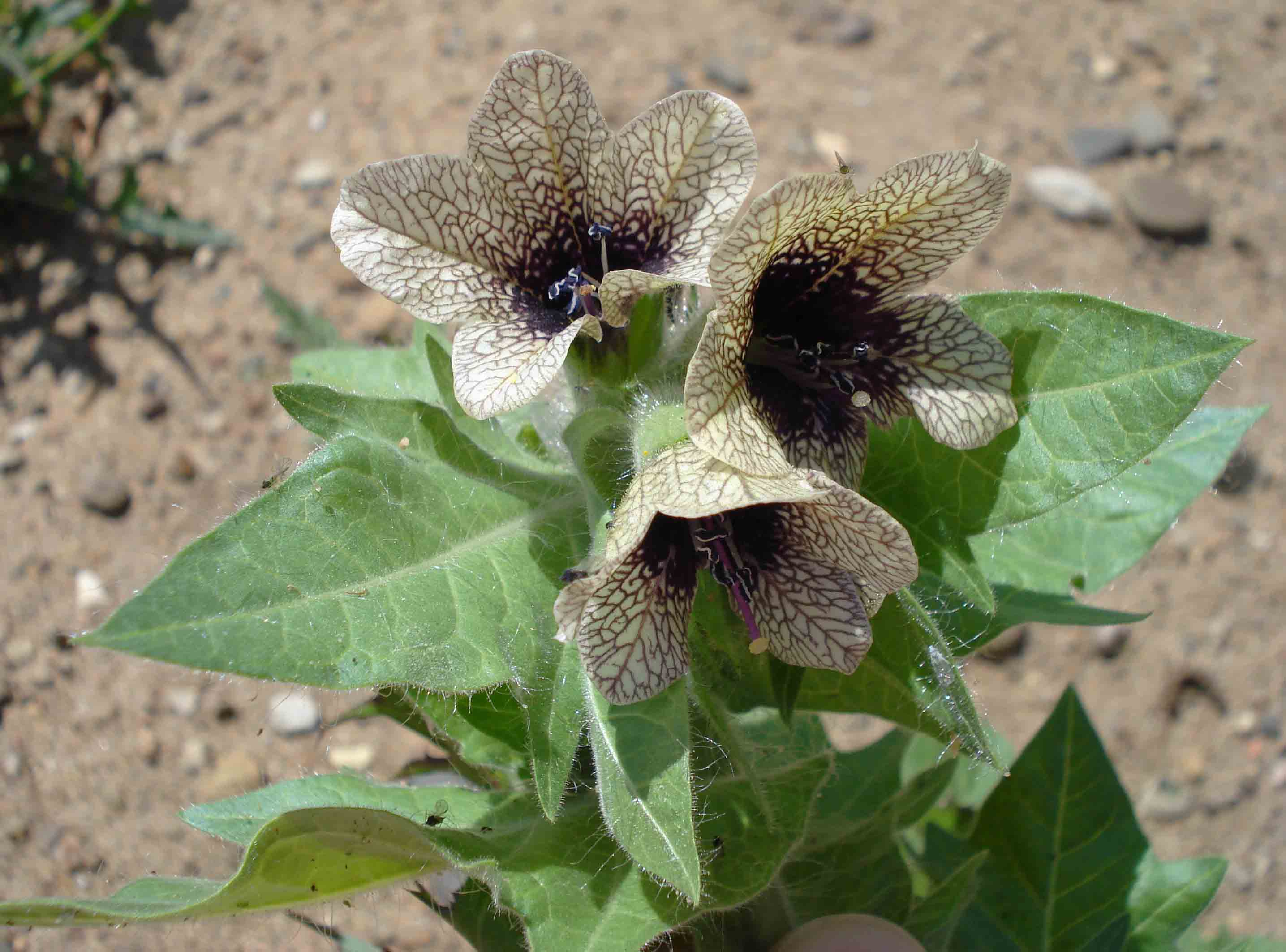
Detall de la venació porpra
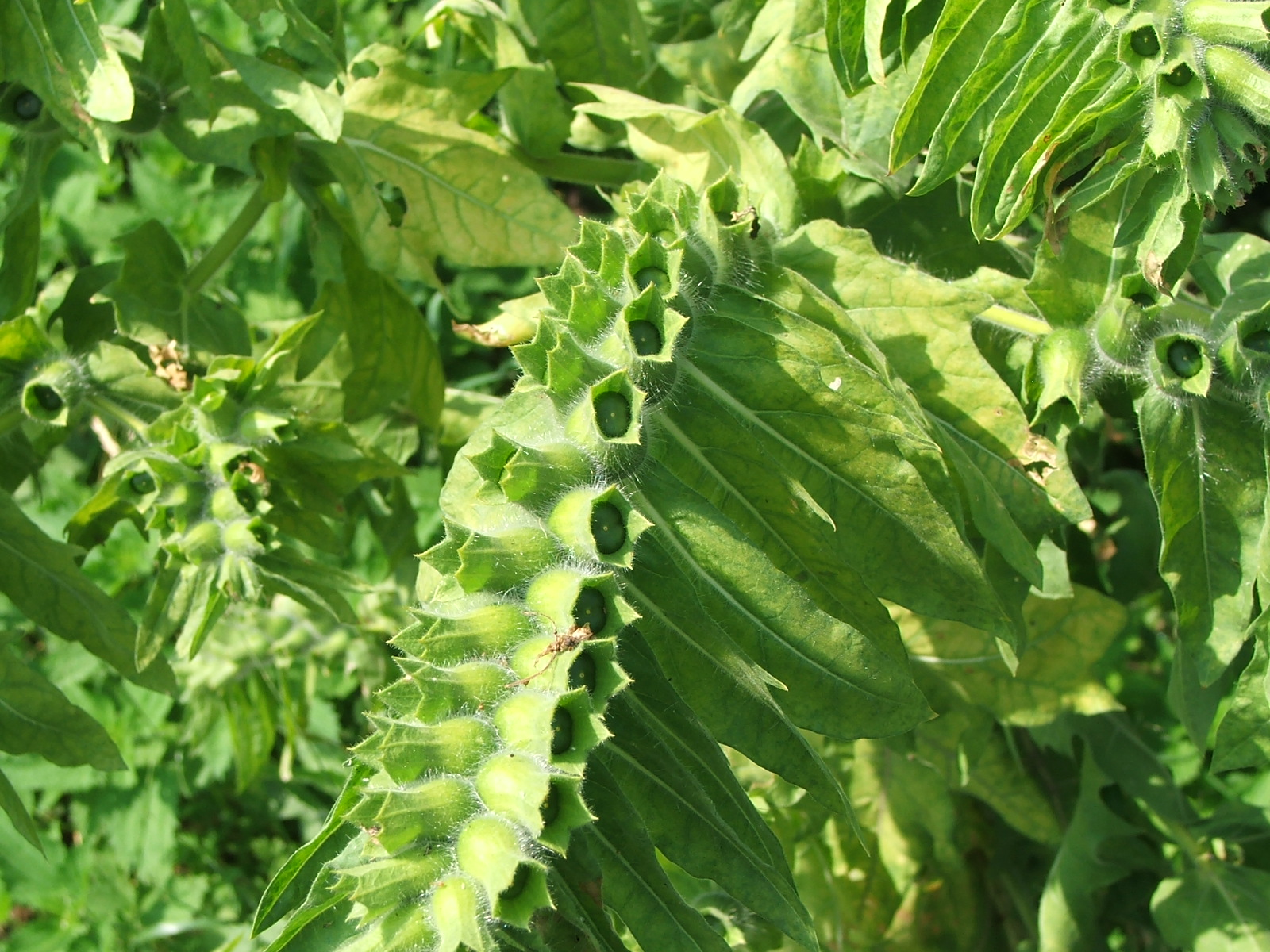
Fruits
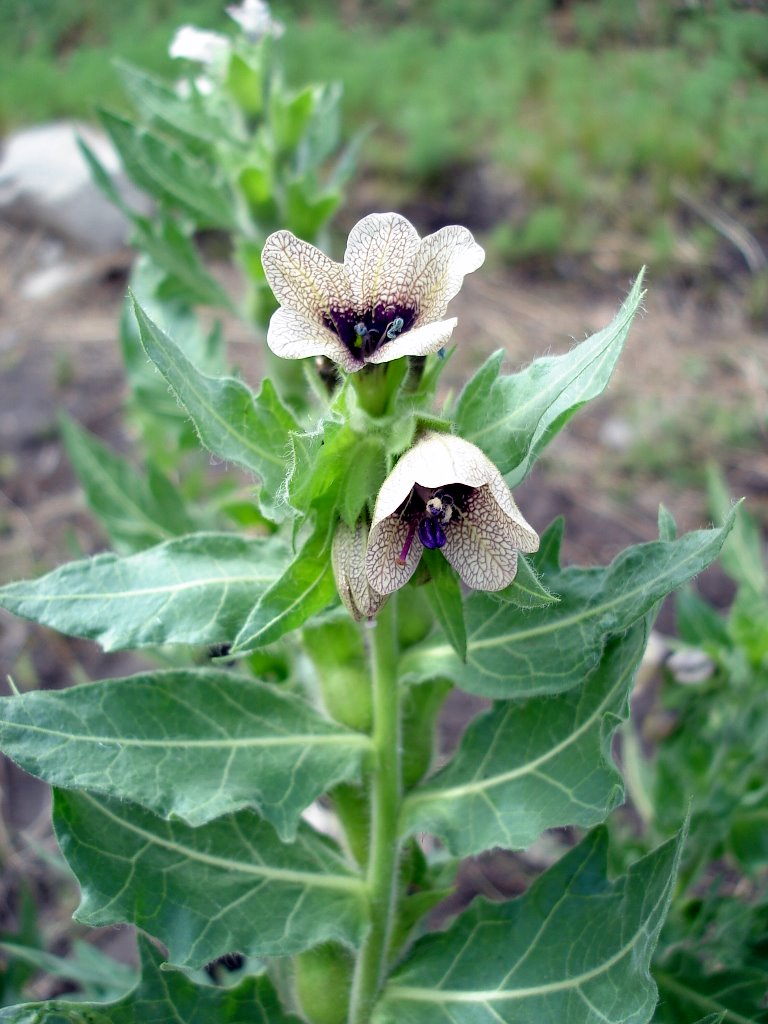
H. niger, muntanyes Khangai (Mongòlia)